# IJsland op het Eurovisiesongfestival 1994
IJsland nam deel aan het Eurovisiesongfestival 1994 in Dublin, Ierland. Het was de negende deelname van het land op het Eurovisiesongfestival. De artiest werd gezocht via de nationale voorronde Söngvakeppni Sjónvarpsins. RUV was verantwoordelijk voor de IJslandse bijdrage voor de editie van 1994.

## Selectieprocedure
Söngvakeppni Sjónvarpsins 1994 bestond uit 1 finale en werd gewonnen door Sigga. Zij mocht aldus IJsland vertegenwoordigen op het Eurovisiesongfestival van dat jaar, met het nummer "Nætur".
| Volgorde | Artiest                                       | Lied           | Plaats |
| -------- | --------------------------------------------- | -------------- | ------ |
| 1        | Sigrún Eva Ármannsdóttir (Sigga)              | " Nætur"       | 1      |
| 2        | Þóranna Jónbjörnsdóttir & Elvar Aðalsteinsson | " Indæla jörð" | -      |
| 3        | Anna Mjöll Ólafsdóttir                        | "Stopp"        | -      |

## In Dublin
Op het Eurovisiesongfestival moest IJsland aantreden als vijfde, na Cyprus en voor het Verenigd Koninkrijk. Op het einde van de puntentelling bleek dat Sigga op de twaalfde plaats was geëindigd met 49 punten.
Nederland had geen punten over voor deze inzending en België nam niet deel in 1994.

### Gekregen punten

#### Finale
| 12 punten | 10 punten           | 8 punten                                         | 7 punten | 6 punten                                 |
| --------- | ------------------- | ------------------------------------------------ | -------- | ---------------------------------------- |
|           |                     | - Zweden                                         |          | - Ierland - Spanje - Verenigd Koninkrijk |
| 5 punten  | 4 punten            | 3 punten                                         | 2 punten | 1 punt                                   |
|           | - Frankrijk - Polen | - Litouwen - Oostenrijk - Portugal - Zwitserland |          | - Finland - Slowakije - Rusland          |

### Punten gegeven door IJsland

#### Finale
Punten gegeven in de finale:
| 12 punten | Ierland   |
| 10 punten | Hongarije |
| 8 punten  | Portugal  |
| 7 punten  | Duitsland |
| 6 punten  | Polen     |
| 5 punten  | Frankrijk |
| 4 punten  | Rusland   |
| 3 punten  | Cyprus    |
| 2 punten  | Zweden    |
| 1 punt    | Noorwegen |